# 청취실
《청취실》(프랑스어: La Chambre d'Écoute, 영어: The Listening Room)은 벨기에의 초현실주의자인 르네 마그리트가 그린 캔버스의 유화 겸 작품이며 현재 텍사스주 휴스턴에 있는 메닐 컬렉션의 일부이다. 이 그림의 이후 버전(동명)은 1958년에 만들어졌고 개인 소장품으로 소장되어 있다.
두 그림 모두 같은 녹색 사과를 특징으로 하지만, 다른 방에 놓아두었다. 1952년 버전에서는, 방의 바닥은 나무이고, 유리창은 흰색으로 다듬어져 있다. 1958년 버전에서는, 아치형 야외 창이 있는 회색 벽돌 방으로 대체되었다.
1958년 이 그림의 복제는 제프 벡 그룹의 《Beck-Ola》 음반 커버에 사용되었다.